# Termistor
Un termistor és una resistència elèctrica que varia el seu valor en funció de la temperatura. Hi ha dues classes de termistors: NTC i PTC.

## Termistor NTC

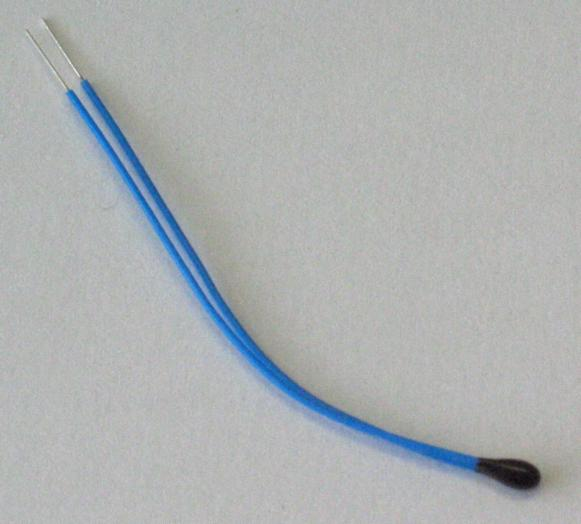
Termistor NTC.

Un termistor NTC (Negative Temperature Coefficient) és una resistència variable el valor de la qual va decreixent a mesura que augmenta la temperatura. Són resistències de coeficient de temperatura negatiu, constituïdes per un cos semiconductor el coeficient de temperatura del qual és elevat, és a dir, la seva conductivitat creix molt ràpidament amb la temperatura.
Es fabrica amb òxids semiconductors de níquel, zinc, cobalt, etc. La relació entre la resistència i la temperatura no és lineal sinó exponencial.
La característica tensió-intensitat (V/I) d'un termistor NTC té un caràcter peculiar, ja que, quan els corrents que l'atravessen són petits, el consum de potència serà massa petit per a registrar augments apreciables de temperatura, o el que és igual, descensos en la seva resistència óhmica; en aquesta part de la característica, la relació tensió-intensitat serà pràcticament lineal i en conseqüència complirà la llei d'Ohm.
Si seguim augmentant la tensió aplicada al termistor, s'arribarà a un valor d'intensitat que la potència consumida provocarà augments de temperatura prou importants com perquè la resistència del termistor NTC disminueixi apreciablement. Així n'incrementa la intensitat fins que s'estableixi l'equilibri tèrmic. Ara ens trobem doncs, en una zona de resistència negativa en la qual disminucions de tensió corresponen a augments d'intensitat. Les resistències NTC es fan servir en la construcció de termòmetres de resistència, compensació tèrmica d'instruments de mesura, alarmes, construcció de sistemes de regulació i control.

## Termistor PTC

Símbol electrònic del termistor PTC

Un termistor PTC (Positive Temperature Coefficient) és una resistència variable el valor de la qual es veu augmentat a mesura que augmenta la temperatura.
Els termistors PTC s'utilitzen en una gran varietat d'aplicacions: limitació de corrent, sensor de temperatura, desmagnetizació, i per a la protecció contra el reescalfament d'equips tals com motors elèctrics. També s'utilitzen en indicadors de nivell, per a provocar retards en circuits, com termòstats, i com resistors de compensació.
El termistor PTC perd les seves propietats i pot comportar-se eventualment d'una forma similar al termistor NTC si la temperatura arriba a ser massa alta.
Les aplicacions d'un termistor PTC estan, per tant, restringides a un determinat marge de temperatures.
Fins a un determinat valor de voltatge, la característica I/V segueix la llei d'Ohm, però la resistència augmenta quan el corrent que passa pel termistor PTC provoca un escalfament i s'arriba a la temperatura de commutació. La característica I/V depèn de la temperatura ambient i del coeficient de transferència de calor pel que fa a aquesta temperatura ambient.

## Sensor de temperatura senzill usant el NE555
- Sensor de Temperatura per Port Paral·lel